# Wiggle Side Chair

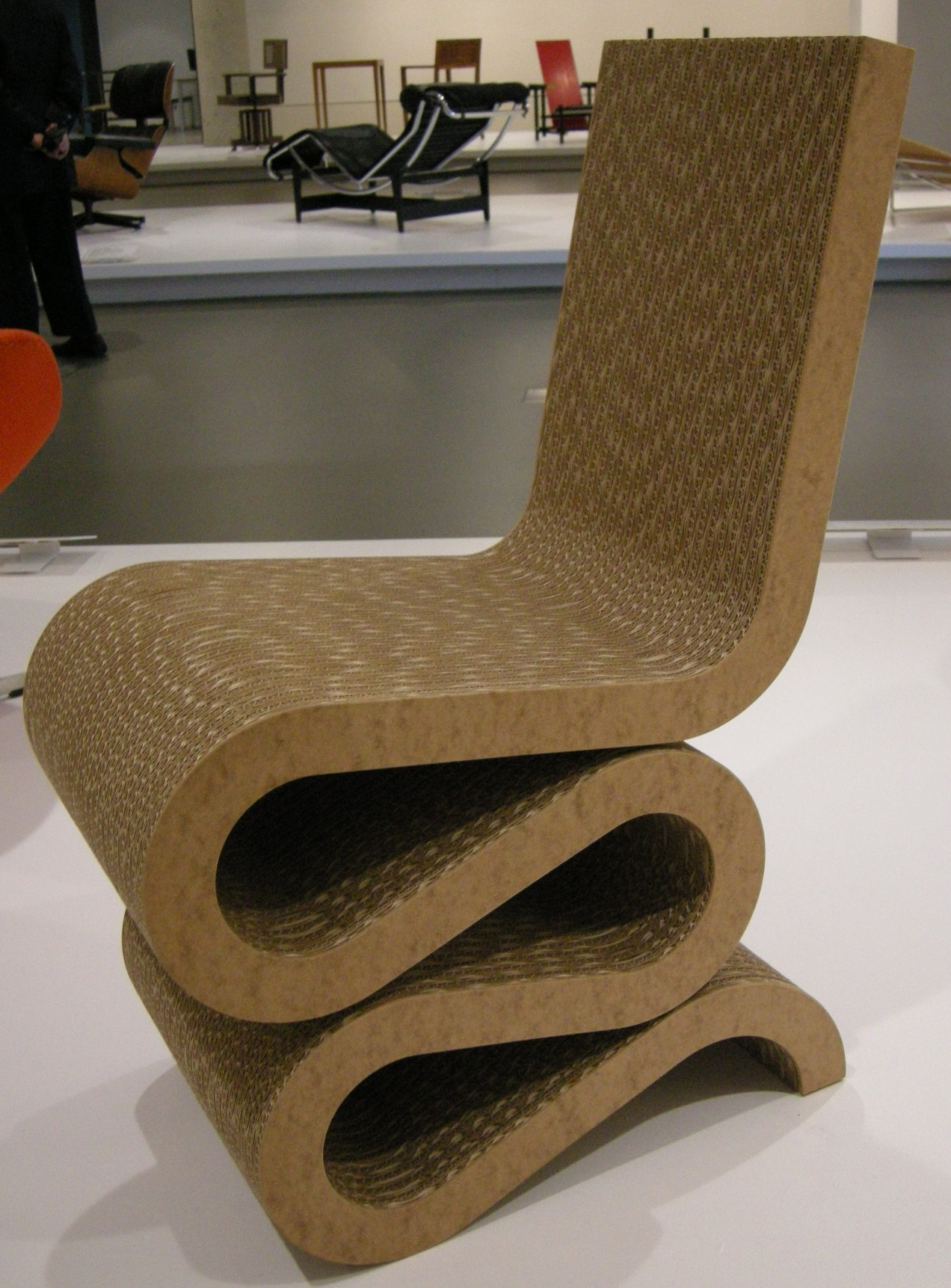
Wiggle Side Chair (2009)

Wiggle Side Chair ist ein Sitzmöbelstück, welches von dem kanadisch-US-amerikanischen Architekten und Designer Frank Gehry gestaltet wurde. Im Rahmen seiner 1969 bis 1972 entwickelten Kartonmöbelserie Easy Edges brachte Gehry den Stuhl 1972 heraus. Seit 1986 wird der Wiggle Side Chair als eines von vier verbliebenen Modellen von dem Unternehmen Vitra wieder hergestellt und vertrieben.

## Hintergrund
Zu Anfang seiner Karriere baute Frank Gehry konventionell. Gegen Ende der 1970er Jahre veränderte er aber seine architektonische Formensprache, indem er begann, vermeintlich „ärmliche“ Materialien wie Sperrholz, Wellblech und im Möbelbau sogar Wellpappe einzusetzen. Gehry ist inzwischen für die Verwendung von ungewöhnlichen Materialien bekannt. Seit 1962 betreibt er ein eigenes Architekturbüro in Los Angeles unter dem Namen Gehry Partners, LLP. Während seiner Berufslaufbahn war er mehrfach für den Schweizer Wohn- und Büromöbelhersteller Vitra tätig. Zu seinen bekannten Bauprojekten zählen das Vitra Design Museum sowie eine Produktionshalle und der Hauptsitz von Vitra in Birsfelden. Daneben entwarf er zwischen 1969 und 1972 auch die Kartonmöbelserie Easy Edges, welche durch ihre Oberflächenbeschaffenheit in Räumen stark geräuschdämpfend ist. In diesem Zuge entstand auch der Wiggle Side Chair. Ziel der Möbelserie Easy Edges war es, für jedermann erschwingliche Möbel zu gestalten, was Gehry aber am Ende misslang.

## Design
Der Wiggle Side Chair fällt zugleich durch seine ästhetische als auch skulpturale Formgebung auf. Gehry hat ein Sitzmöbelstück konstruiert, welches guten Sitzkomfort bietet, aber auch robust und stabil ist. Die Sitzfläche geht geschwungen in den Stand über. Für die Rückenlehne, Sitzfläche und Struktur wird Wellkarton eingesetzt und für die Wangen Hartfaserplatte. Der Karton besteht aus mehreren Lagen, welcher in Form geschnitten wird. Mit den Wangen aus Hartfaserplatte erhält der Stuhl seine Robustheit. Die Oberfläche und Farbe sind in einem Naturholz-Farbton gehalten.

## Abmaße
Die Gesamthöhe des Stuhls beträgt 87 cm und die Gesamtlänge 61 cm. Die Sitzhöhe liegt in 43 cm Höhe. Die Sitzbreite ist 35 cm.

## Pflege
Da Karton als Grundwerkstoff zum Einsatz kommt, darf der Stuhl nicht nass werden. Allerdings kann der Karton entstaubt oder abgesaugt werden. Die Wangen können hingegen mit einem weichen, leicht feuchten Tuch abgewischt werden.

## Designmuseen (Auswahl)
Der Wiggle Side Chair wird heute als Exponat in zahlreichen nationalen und internationalen Designmuseen gezeigt, u. a.:
- Design Museum London[6]
- Kunstgewerbemuseum, Staatliche Museen zu Berlin[7][8]
- Museum für Angewandte Kunst Köln (MAKK)[9]
- Museum of Modern Art (MoMA) in New York City[8]
- Vitra Design Museum[10]

## Trivia
Das Vitra Design Museum vertreibt einen Miniatur Wiggle Side Chair als Souvenir im Maßstab 1 zu 6.